# گول‌خوردگان
گول‌خوردگان (انگلیسی: The April Fools) فیلمی در ژانر کمدی رمانتیک به کارگردانی استوارت روزنبرگ است که در سال ۱۹۶۹ منتشر شد.
ابتدا قرار بود شرلی مک‌لین نقش اول زن را در این فیلم بازی کند، اما علاوه بر بازی در یک فیلم دیگر، او در آن زمان مشغول فعالیت انتخاباتی برای رابرت اف. کندی بود و به همین سبب، کاترین دنو جایگزین او شد.

## بازیگران
- جک لمون
- کاترین دنو
- میرنا لوی
- پیتر لاوفورد
- جک وستون
- شارل بوآیه
- کنت مارس
- ملیندا دیلون
- سالی کلرمن